# Dragan Ćeranić
Dragan Ćeranić (in serbo Дрaгaн Ћеранић?; Novi Sad, 15 dicembre 1976) è un ex cestista serbo.

## Palmarès
- YUBA liga: 1

Budućnost: 1998-99